# Boletina obscura
Boletina obscura är en tvåvingeart som beskrevs av Oskar Augustus Johannsen 1912. Boletina obscura ingår i släktet Boletina och familjen svampmyggor. Inga underarter finns listade i Catalogue of Life.